# Rhinau
Rhinau je občina v departmaju Bas-Rhin francoske regije Alzacija.
Leta 1990 je v občini živelo 2 286 oseb oz. 132 oseb/km².